# Џејми Рос
Џејми Рос је измишљени лик тв драме Ред и закон који је створио Рене Балкер, а тумачила Кери Лоуел од 1996. до 1998. године. Она се такође појавила у кратком огранку серије Ред и закон: Суђење пред поротом и у то време је постала судиница. Појавила се у 52 епизоде (49 серије Ред и закон, 1 серије Одељење за убиства: Живот на улици и 2 серије Ред и закон: Суђење пред поротом).

## Редовна појављивања
Лик је уведен 1996. године као бивша заступница која је дипломирала на Правном факултету Универзитета Колумбија. Затим је прешла у Окружно тужилаштво на место помоћнице окружног тужиоца и заменила Клер Кинкејд (Џил Хенеси) која је погинула у саобраћајној несрећи епизоду раније. У почетку је имала напет однос са својим надређеним Џеком Мекојем (Сем Вотерстон) јер су се његове навике да крши правила суђења косиле са њеним либералним уверењима и осећајем за правну етику. Иако се њих двоје никад нису у потпуности гледали очи у очи, на крају су постали блиски пријатељи.
Током сезоне 1997−98, лични и пословни живот Росове био је уздрман парницом око старатељства над ћерком Кети (Каралин Горел) са бившим супругом Нилом Гордоном (Кит Шарабајка). Током следеће године, свирепа парница против бившег супруга (који је такође заступник са ким је она радила) учинила је да има јако мало времена да се посвети свом послу па је напустила тужилаштво 1998. године у епизоди "Чудовиште" како би се преудала и пронашла посао на ком би имала више времена да се посвети породици. Њу је заменила Еби Кармајкл (Енџи Хармон) у следећој епизоди "Жеља".
Росова је у почетку била присталица казне смрти, али је до краја 8 сезоне постала против тога. Касније је то објаснила речима: "Док сам радила у тужилаштву, видела сам како се казна смрти спроводи. ПОТ-ови су пребукирани. Надмећу се. Често раде по својим личним предрасудама и болима. Они мисле да тако политичари хоће. Праве грешке. Грешке правосуђа. Казна смрти је неповратна и код ње нема исправљања грешака".

## Гостовања
Лоувелова се вратила лику 1999. године у епизоди "Правда" у којој су Росова и Мекој били на супротним странама у судници. Како се вратила заступништву, она је тада заступала странку коју је Мекој оптужио за убиство. Када је Мекој открио да је она прекршила поверљивост према странци ранијим поступцима, Росова се изузела и пријавила Дисциплинском одбору Жалбеног суда у Њујорку који ју је на крају ослободио оптужби уз Мекојеву помоћ у виду сведочења у њену корист.
Росова се појавила у епизоди "Срећо, ти си" серије Одељење за убиства: Живот на улици где је помагала у оптужби против главног осумњиченог оптуженог за убиство једне младе манекенке.
Лоувелова се поново појавила као Росова заступница 2001. године у епизоди "Вршњачко насиље" када је заступала ученика који је побио неколико школских другова. У почетку је Росова имала среће када су пиштољ и остали докази изузети због тога што су детективи Лени Бриско (Џери Орбак) и Ед Грин (Џеси Л. Мартин) искористили повлашћене здравствене податке од школског психолога како би открили осумњиченог пошто им је послата е-порука од стране непознате особе у којој се прети да ће "се вратити и завршити посао". Међутим, када су нови докази откривени, судија је донео одлуку да је момак здрав и да може да му се суди па је случај поново покренут. Када је момков отац (који је веровао да ће му син поново убити ако буде пуштен) сведочио да му је син признао злочин, момак је осуђен.
Росова се 2005. године појавила у огранку Ред и закон: Суђење пред поротом као судиница. Појавила се у епизодама "41 пуцањ" у којој је виђена како једе у ресторану са још двоје судија и "Пуцањ и кривица" у којој је судила на суђењу убици који је одлучио да се самозаступа пошто је убио жену у сред гужве у банци.
Када се изворна серија вратила за своју двадесет и прву сезону у фебруару 2022. године, откривено је да се Росова вратила у окружно тужилаштво. У епизоди "Исправна ствар", певач Хенри Кинг у чијем гоњењу за силовање је Росова помогла, пуштен је на слободу јер је повукла обећање да то неће учинити. Када је певача касније убила једна од његових жртава, Росову је детектив Френк Косгров (Џефри Донован) у почетку сматра осумњиченом пошто се видела на снимку надзорних камера како се суочава са Кингом, а касније се открило да је можда помогла жртви на неки начин у извршењу наведеног злочина. Она је одбила да призна било какву улогу у убиству и када је позвана да сведочи, она се позвала на права из Пете допуне против самооптуживања. Пошто се њено сведочење завршило, запањени Џек Мекој је само у тишини посматрао како одлази. Оптужена је на крају осуђена док је нема Росова седела у галерији док су у суд избијале демонстрације због пресуде.

## Иза сцене
Како понекад уметност може да опонаша живот, тако је био случај и са Лоуеловом јер је тражила да напусти серију да би проводила више времена са ћерком јер је осећала да јој време које проводи снимајући серију изазива да "пропушта њено [ћеркино] детињство".